# Уестпорт (Вашингтон)
Вижте пояснителната страница за други значения на Уестпорт.
Уестпорт (на английски: Westport) е град в окръг Грейс Харбър, щата Вашингтон, САЩ. Уестпорт е с население от 2137 жители (2000) и обща площ от 11 km². Намира се на 7 m надморска височина. ЗИП кодът му е 98595, а телефонният му код е 360.